# Martin Sherman
Martin Sherman (Filadelfia, 22 dicembre 1938) è un drammaturgo e sceneggiatore statunitense.
Di religione ebraica, vive a Londra dal 1980. Iscritto alla Boston University College of Fine Arts, ottiene il diploma (BFA in dramatic arts) nel 1960.
Il film di maggior successo di Sherman è stato tratto dalla sua opera teatrale Alive and Kicking/Indian Summer, ma quello che lo ha reso noto è Bent, di cui ha scritto la sceneggiatura.
È dichiaratamente gay.

## Filmografia parziale

### Attore
- Burton & Taylor, regia di Richard Laxton - film TV (2014)

### Sceneggiatore

#### Cinema
- Bent, regia di Sean Mathias (1997)
- Callas Forever, regia di Franco Zeffirelli (2002)
- Lady Henderson presenta (Mrs Henderson Presents), regia di Stephen Frears (2006)

#### Televisione
- La primavera romana della signora Stone (The Roman Spring of Mrs. Stone), regia di Robert Allan Ackerman – film TV (2003)